# Moosseedorf

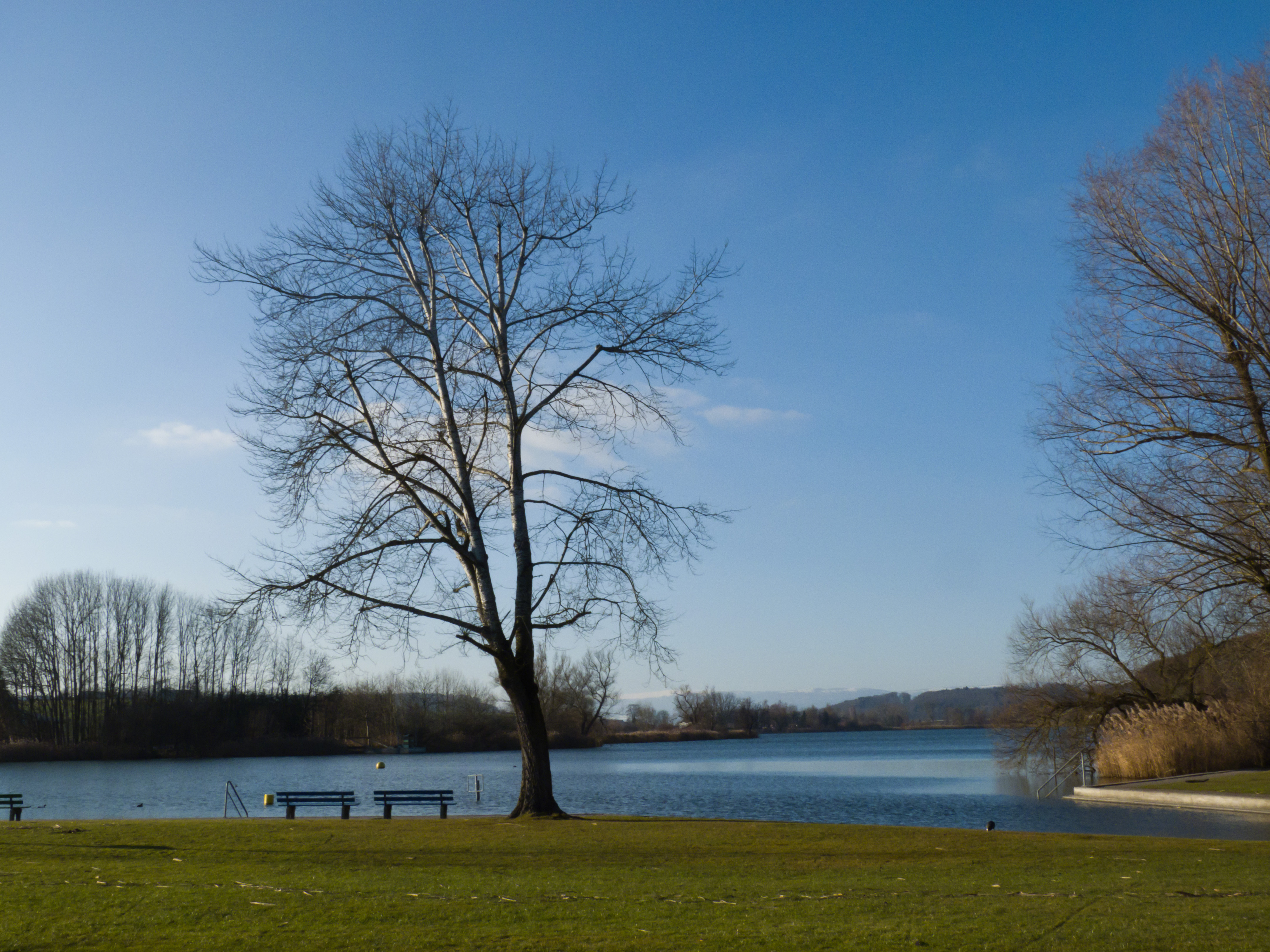
Jezioro Moossee

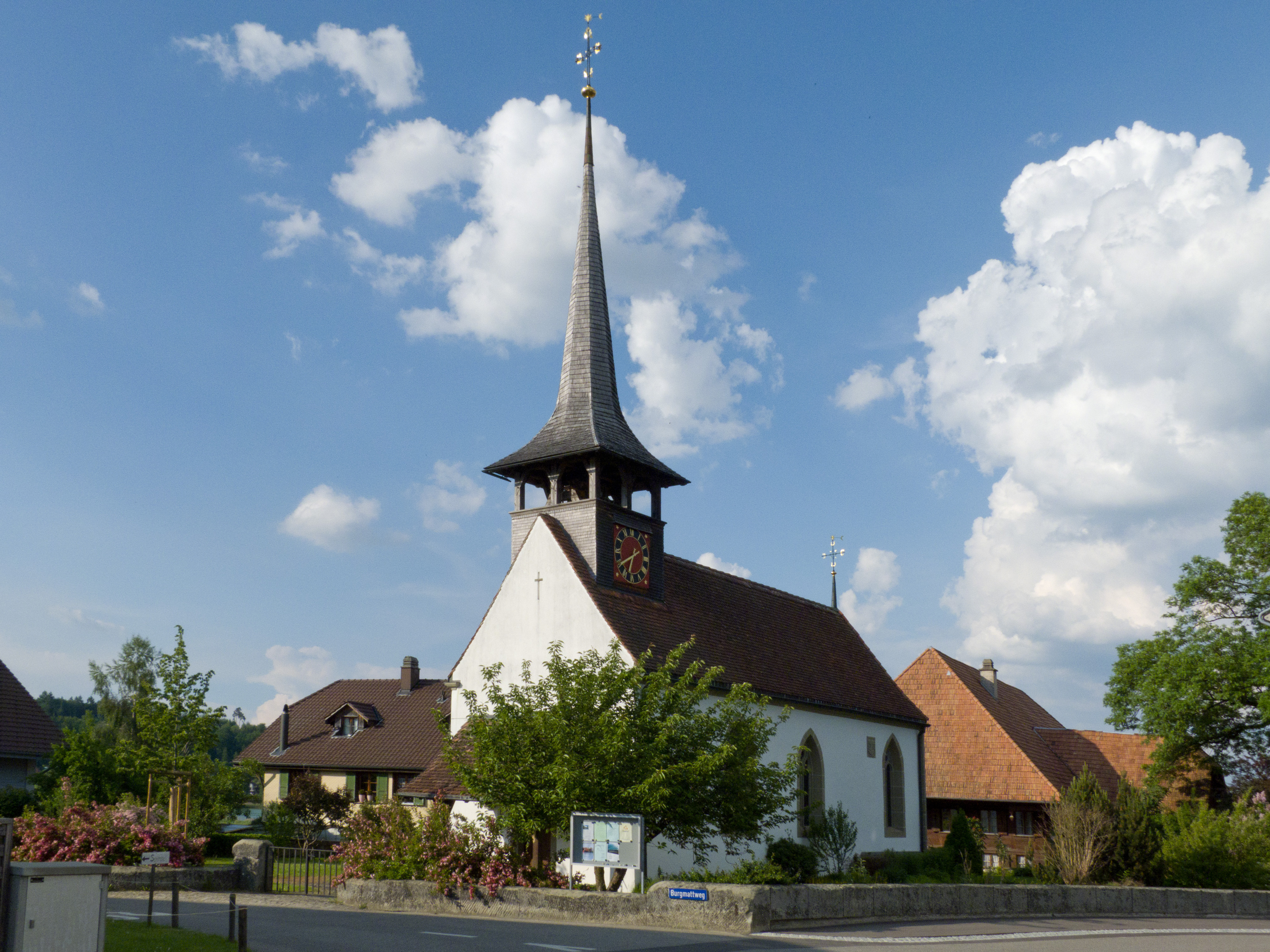
Gminny kościół w Moosseedorf

Moosseedorf – gmina (niem. Einwohnergemeinde) w Szwajcarii, w kantonie Berno, w regionie administracyjnym Bern-Mittelland, w okręgu Bern-Mittelland. Graniczy z gminami Bolligen, Ittigen, Münchenbuchsee, Urtenen-Schönbühl, Wiggiswil
Gmina została nazwana od okolicznego jeziora Moossee.

## Historia
Miejscowość Moosseedorf została po raz pierwszy wspomniana w źródłach w 1242 roku jako Sedorf. W 1389 roku była wzmiankowana jako Mossedorf. Gmina oficjalnie przyjęła swoją nazwę na początku XIX wieku, żeby uniknąć pomyłek z gminą Seedorf, która również znajduje się w kantonie Berno.

## Demografia
W Moosseedorf 31 grudnia 2020 roku mieszkało 4 092 osoby. W 2020 roku 20,5% populacji gminy stanowiły osoby urodzone poza Szwajcarią.
W 2000 roku 89,8% populacji (3219 osób) mówiło w języku niemieckim, 4,5% w serbsko-chorwackim, 2,0% populacji (71 osób) w języku francuskim oraz 1,5% populacji (55 osób) w języku albańskim. 41 osób zadeklarowało znajomość języka włoskiego, a 2 języka romansz.
W 2008 roku 49,6% populacji stanowili mężczyźni, a 50,4% kobiety. Populacja mężczyzn stanowiła 1450 Szwajcarów oraz 323 osoby innego obywatelstwa. Populacja kobiet stanowiła 1510 Szwajcarek i 282 osoby innego obywatelstwa.
Zmiany w liczbie ludności są przedstawione na poniższym wykresie:

## Transport
Przez teren gminy przebiegają autostrady A1 i A6 oraz drogi główne nr 1 i  nr 12.